# النخع (قبيلة)
 النُخَع ، وواحدهم النخعي: قبيلة يمنية قديمة من قبائل مذحج، يتواجدون في وسط وجنوب اليمن في أبين ومحافظة البيضاء. لهم ذكر قديم يسبق الإسلام في نصوص المسند السبئية، وأسلموا في القرن السابع الميلادي، ووفدوا على النبي ﷺ في عدة وفود. كانت النخع من أبرز القبائل في معركة القادسية حتى أن الغلام منهم كان يسوق ستين أو ثمانين من أسرى الإمبراطورية الفارسية.
شاركت هذه القبيلة بشكل رئيسي في الفتنة الكبرى، فكان كميل بن زياد وعمرو بن زرارة النخعي أول من دعيا إلى خلع عثمان بن عفان، وكان الأشتر النخعي ممن ألب على عثمان، وحاصره في داره. شاركت النخع في معركة صفين في صف الخليفة علي بن أبي طالب، كما شارك رجال منهم في موقعة كربلاء، فكان الذي قتل الحسين بن علي سنان بن أنس النخعي. وكان منهم إبراهيم بن الأشتر من أصحاب مصعب بن الزبير، شهد معه الوقائع وولي له الولايات وقاد جيوشه، وآخر ما وجهه فيه حرب عبد الملك بن مروان فقتل ابن الأشتر. ولم يرد دور بارز للنخع في الحوادث التالية.
لم تبرع النخع في الشعر، ولم يظهر منها شعراء بارزين، ولكن ظهر منهم عدد من القضاة، منهم: القاضي شريك بن عبد الله النخعي، والقاضي حفص بن غياث. وكان من النخع عدد من القراء من أبرزهم: علقمة بن قيس النخعي، والأسود بن يزيد النخعي، وإبراهيم بن يزيد النخعي.

## النسب
ذكر قولين في نسبها وهما:
- النخع بن عمرو ابن علة بن جلد بن مالك وهو مذحج بن أدد بن زيد بن يشجب بن عريب بن زيد بن كهلان بن سبأ، وهو قول ابن إسحاق وهشام الكلبي وابن دريد وابن قتيبة وابن حزم وأبو المنذر الصحاري.[9][10][11][12][13][14]
- النخع بن عمرو بن الطمثان بن عوذ مناة بن يقدم بن أفصي بن دعمي بن إياد بن نزار بن معد بن عدنان. وهو رواية لهشام عن ابن عباس.[15]

## ديارهم
كانت النخع في الجاهلية والإسلام، تسكن في الشمال الشرقي من البيضاء في سرو مذحج، قال أبو محمد الهمداني: «العطف والفرع والعفة وسمع ومرحب للنخع رهط الأشتر النخعي». ويحدهم من الغرب نعوة منزل الشاعر الأفوه، وأقصى بلادهم شرقاً العطف. ويتشاركون البلاد مع بني عامر من مسلية المذحجية وبني صائد من دوس الأزد، وهم غير بني صائد دوس الأزد التي في جمل بن كنانة بن ناجية بن مراد في ردمان.

## إسلامهم
على إثر إسلام الأشاعرة في محرم سنة سبعة للهجرة، انتشر الإسلام في اليمن، فأسلم سبعين رجلا من النخع، فأرسلت النخع رجلين من سادتهم إلى النبي في السنة الثامنة للهجرة مقرين بإسلام سبعين رجل منهم، وفي ذلك قال محمد بن السائب الكلبي عن أشياخ النخع، قالوا:«بَعَثَتِ النَّخَعُ رَجُلَيْنِ مِنْهُمْ إِلَى النَّبِيِّ ﷺ وَافِدَيْنِ بِإِسْلامِهِمْ.أَرْطَاةَ بْنَ شَرَاحِيلَ بْنِ كَعْبٍ مِنْ بَنِي حَارِثَةَ بْنِ سَعْدِ بْنِ مَالِكِ بْنِ النَّخَعِ. وَالْجُهَيْشَ. وَاسْمُهُ الأَرْقَمُ. مِنْ بَنِي بَكْرِ بْنِ عَوْفِ بْنِ النَّخَعِ. فَخَرَجَا حَتَّى قَدِمَا عَلَى رَسُولِ اللَّهِ ﷺ فعرض عَلَيْهِمَا الإِسْلامَ فَقَبِلاهُ. فَبَايَعَاهُ عَلَى قَوْمِهِمَا. فَأَعْجَبَ رَسُولَ اللَّهِ ﷺشَأْنُهُمَا وَحُسْنُ هَيْئَتِهِمَا. فَقَالَ: هَلْ وَرَاءَكُمَا مِنْ قَوْمِكُمَا مِثْلُكُمَا؟ قَالا: يَا رَسُولَ اللَّهِ قَدْ خَلَّفْنَا مِنْ قَوْمِنَا سَبْعِينَ رَجُلا كُلُّهُمْ أَفْضَلُ مِنَّا. وَكُلُّهُمْ يَقْطَعُ الأَمْرَ وَيُنْفِذُ الأَشْيَاءَ. مَا يُشَارِكُونَنَا فِي الأَمْرِ إِذَا كَانَ. فَدَعَا لَهُمَا رَسُولُ اللَّهِ ﷺ وَلِقَوْمِهِمَا بِخَيْرٍ. وَقَالَ: اللَّهُمَّ بَارِكْ فِي النَّخَعِ». وفي رمضان سنة 8 هـ كان أرطاة في جيش رسول الله الذي انطلق من المدينة لفتح مكة المكرمة، وعقد النبي له لواء قومه، فشهد بذلك اللواء الفتح، وفي ذلك قال محمد بن السائب الكلبي عن شيوخ مذحج:«عَقَدَ لأَرْطَاةَ لِوَاءً عَلَى قَوْمِهِ. فَكَانَ فِي يَدَيْهِ يَوْمَ الْفَتْحِ».
في أواخر السنة الثامنة عاد أرطاة إلى قومه، وانتشر الإسلام في النخع بعد قدوم معاذ بن جبل لديارهم في السنة العاشرة للهجرة، فبايعت النخع معاذ بن جبل، ودخلت الإسلام كلها، وفي محرم سنة 11 هـ، قدمت النخع المدينة المنورة في مئتي رجل يتقدمهم زرارة بن عمرو النخعي، وفي ذلك قال الواقدي: « إنَ آخِرُ مَنْ قَدِمَ مِنَ الْوَفْدِ على رسول الله ﷺ وَفْدُ النَّخَعِ. وَقَدِمُوا مِنَ الْيَمَنِ لِلنِّصْفِ مِنَ الْمُحَرَّمِ سَنَةَ إِحْدَى عَشْرَةَ. وَهُمْ مِائَتَا رَجُلٍ. فَنَزَلُوا دَارَ رَمْلَةَ بنت الحارث ثم جاؤوا رَسُولَ اللَّهِ ﷺ مُقِرِّينَ بِالإِسْلامِ وَقَدْ كَانُوا بَايَعُوا مُعَاذَ بْنَ جَبَلٍ بِالْيَمَنِ فَكَانَ فِيهِمْ زُرَارَةُ بْنُ عَمْرٍو. قَالَ: أَخْبَرَنَا هِشَامُ بْنُ مُحَمَّدٍ قَالَ: هُوَ زُرَارَةُ بْنُ قَيْسِ بْنِ الْحَارِثِ بْنِ عَدَّاءٍ وَكَانَ نَصْرَانِيًّا».

## مشاركتهم في الفتوح

### القادسية
سار الجيشُ الفارسيّ بِقيادة رُستم، فاحتلَّ الجزيرة وحصَّن المُدن إلى الحيرة، فتراجع المثنى بن حارثة إلى الطق قُرب الكُوفة، فنقض أهلُ الذمَّة في العراق العُهود والذِمم والمواثيق التي كانوا أعطوها خالد بن الوليد باستثناء البعض منهم، فأخذ المُثنّى يطلُب الإمدادات من عُمر بن الخطَّاب الذي قال: «وَاللهِ لَأَضرِبَنَّ مُلُوُكَ الْعَجمِ بِمُلُوكَ الْعَرَبِ»، واستنفر رؤساء العرب. وخرج بنفسه في أوَّل مُحرَّم سنة 14 هـ المُوافقة لِسنة 635م لِيُعسكر في صرار على بُعد ثلاثة أميال من المدينة على طريق العراق، يُريد قيادة الجيش الإسلامي بنفسه والذَّهاب للحرب. لكنَّ الصحابة أشاروا عليه أن يبقى في المدينة لأنَّ ذهابه يتعارض مع المصلحة العامَّة، وعرضوا عليه أن يُعيِّن قائدًا للجيش يذهب بدلًا منه، وتقرَّر بعد التشاور تعيين سعد بن أبي وقاص قائدًا عامًا للحملة. وقدم إلى عمر بن الخطاب أربعة آلاف مقاتل، وهم: الأزد، والصدف، وحضرموت، ومذحج (النخع، مسلية، جنب، بني منبه وهم زبيد، وصداء، وجعفي)، وقيس عيلان، وفي ذلك قال ابن الأثير:«اجتمع إليه من نفر المسلمين وهو أربعة آلاف فيهم: حُميضة بن النعمان بن حميضة على بارق، وعمرو بن معد يكرب وأبو سبرة بن ذؤيب على مذحج، ويزيد بن الحارث الصدائي على صداء وجنب  ومسلية، وبشر بن عبد الله الهلالي في قيس عيلان. وخرج إليهم عمر فمر بفتية من السكون مع حصين بن نمير ومعاوية ابن حديج دلمٍ سباطٍ فأعرض عنهم».

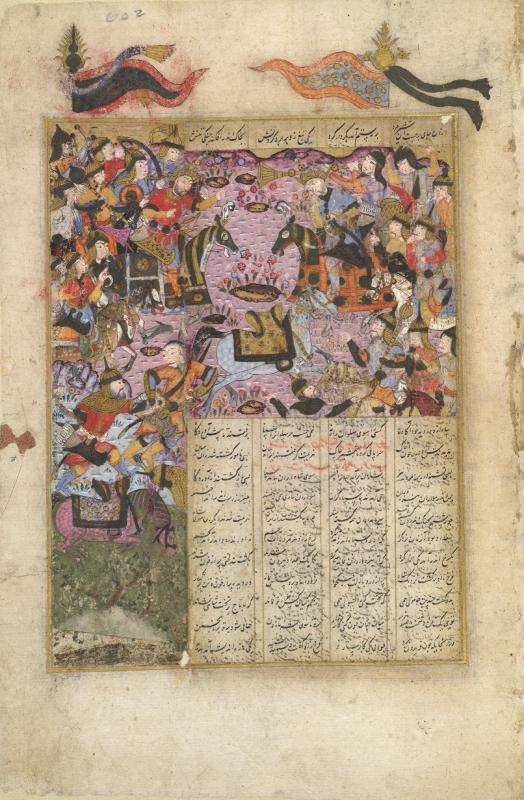
رسم فارسي لمعركة القادسيَّة التي كانت فُتحت على أثرها أبواب العراق.

سرح عمر مع سعد بن أبي وقاص من مذحج ألف وثلاثمائة مقاتل إلى العراق، وهم كالآتي:
- النخع في سبعمائة مقاتل عليهم أرطاة بن كعب النخعي.
- بني منبه (زيبد) وجعفي وزيد وأنس الله في ثلاثمائة عليهم عمرو بن معديكرب وأبو سبرة الجعفي.
- صداء وجنب ومسلية في ثلاثمائة عليهم زياد بن الحارث الصدائي.

ومن السروات وحضرموت والصدف والسكون وقيس عيلان ألفان وسبعمائة مقاتل، وهم كالآتي:
- الأزد في سبعمائة مقاتل عليهم حميضة البارقي.
- حضرموت والصدف في ستمائة مقاتل عليهم شداد بن ضمعج الحضرمي.
- السكون من كندة في أربعمائة مقاتل عليهم الحصين بن نمير السكوني ومعاوية بن حديج.
- قيس عيلان في ألف رجل عليهم بشر بن عبد الله الهلالي.

وكانت النخع في ألف وأربعمائة رجل إلا أن عمر سرح نصفهم إلى الشام والنصف الآخر العراق، وقد فصل سيف بن عمر في خبرهم عن أشياخ النخع، وروى سيف عن حنش بن الحارث النخعي عن أبيه، قال:«أن عمر أتاهم في عسكرهم؛ فقال: إن الشرف فيكم يا معشر النخع لمتربع، سيروا مع سعد. فنزعوا إلى الشام، وأبى إلا العراق، وأبوا إلا الشام؛ فسرح نصفهم إلى الشأم؛ فسرح نصفهم إلى الشام ونصفهم إلى العراق.»، وذكر الفضل بن دكين عن حنش النخعي نحو ما ذكر سيف عنه، وقال:«سَمِعْتُ أَبِي يَذْكُرُ؛ قَالَ: لَمَّا قَدِمْنَا مِن اليمنِ فَنَزَلْنَا بالْمَدِيْنَة؛ فَخَرَجَ إِلَيْنَا عُمَر فطافَ فِي النَّخَعِ، وَنَظَرَ إِلَيْهِمْ وَقَالَ: يَا مَعْشَر النَّخَعِ! إِنِّي أَرَى الشَّرَف فِيكُمْ متربِّعًا، فَعَلَيْكُمْ بِالْعِرَاقِ وَجُمُوعِ فَارِس. فقلنا: يَا أَمِيرَ الْمُؤْمِنِين! لا؛ بَلِ الشَّام نُرِيدُ الْهِجْرَة إِلَيْهَا، قَالَ: لا؛ بَلِ الْعِرَاقُ، فإِنِّي قَدْ رضيتُها لَكُمْ. قَالَ بَعْضُنَا: يَا أَمِيرَ الْمُؤْمِنِين! لا إِكْرَاهَ فِي الدين. قَالَ: بَلْ إِكْرَاهٌ فِي الدِّينِ، عَلَيْكُم بِالْعِرَاقِ فَإِنَّ فِيهَا جُمُوعَ الْعَجَمِ». وفي رواية أكثر تفصيلاً، ذكر سيف بن عمر عن المستنير بن يزيد النخعي عن إبراهيم بن يزيد النخعي قال: «لما أراد عمر النخع على العراق فأبوا، قال دريد بن كعب: أنا لها ومن اتبعني، فاتبعه سبع مائة مقاتل في سبع مائة أهل بيت منهم سبع مائة امرأة فارغة، وخرج مثلهم وهو النصف الباقي إلى الشام عليهم يزيد بن أرطاة النخعي».
لما اجتمع إلى عمر بن الخطاب تلك القبائل، أمرهم بالمسير إلى العراق، وخرج سعد بن أبي وقاص في أربعة آلاف، ثلاثة آلاف منهم من اليمن والسروات، وألف من قيس عيلان من أطم الصرار إلى زرود في شعبان سنة 14 هجرية، وفي ذلك قال سيف بن عمر: «خرج سعد بن أبي وقاص من المدينة قاصدا العراق في أربعة آلاف، ثلاثة ممن قدم عليه من اليمن والسراة، وعلى أهل السروات حميضة بن النعمان بن حميضة البارقي وهم بارق وألمع وغامد وسائر إخوتهم في سبع مائة من أهل السراة، وأهل اليمن ألفان وثلاث مائة منهم النخع بن عمرو...وكان فيهم من حضرموت والصدف ستمائة عليهم شداد بن ضمعج، وكان فيهم ألف وثلاثمائة من مذحج على ثلاثة رؤساء: عمرو بن معد يكرب على بني منبه وأبو سبرة بن ذؤيب على جعفي ومن في حلف جعفي من إخوة جزء وزبيد - وزيد - وأنس الله ومن لفهم، ويزيد بن الحارث الصدائي على صداء وجنب ومسلية في ثلاثمائة، هؤلاء شهدوا من مذحج فيمن خرج من المدينة مخرج سعد منها، وخرج معه من قيس عيلان ألف عليهم بشر بن عبد الله الهلالي».
في 27 شعبان سنة 14 هـ بلغ سعد وجيشه زرود، ولحق به بعد خُروجه أربعة آلاف أُخرى، وانضمَّ إليه ثلاثة آلاف من بني أسد فيهم طليحة الأسدي الذي تنبَّأ أيَّام الرِّدَّة ثُمَّ أسلم، كما لحق به الأشعث بن قيس في ألفٍ وسبعُمائةٍ من أهل اليمن. وفي 30 ذي القعدة سنة 14 هـ خرج سعد بن أبي وقاص من زورد إلى شراف، وقبل وُصوله بِقليل، توفي المُثنَّى بن حارثة من الجُرح الذي أصابهُ يوم الجسر. وفي 8 ذي الحجة سنة 14 هـ نزل سعد بن أبي وقَّاص في «شراف» حيثُ انضمَّت إليه القُوَّات الموجودة في العراق. وفي صفر سنة 15 هـ خرج سعد من شراف بعد انحسار الشتاء إلى القادسية، والإمدادات تتوالى حسب أوامر عُمر بن الخطَّاب. كما انضمَّت القبائل العربيَّة المسيحيَّة إلى صُفوف المُسلمين، وأعلنت أنَّ نقضها العهد الذي قطعته لِخالد بن الوليد عند مجيء رُستم كان بضغطٍ من الفُرس الذين أخذوا منها الخِراج.

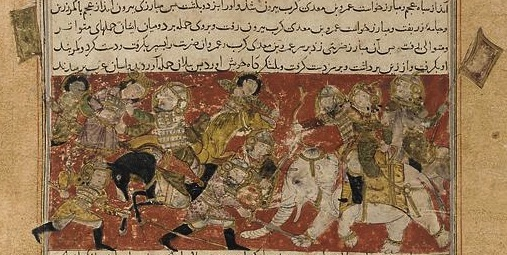
المواجهة بين الجيشين في يوم أرماث من كتاب تاريخنامه للبلعمي

وفي 10 شعبان سنة 15 هـ بلغ رستم القادسية، وفي يوم الخميس 13 شعبان 15 هـ بدأ أول يوم من أيام القادسية وهو أرماث، وكان لنخع بلاء حسن في معارك القادسية، وكان لواء النخع في القادسية في يد أرطاة بن كعب بن شرحبيل، وهو اللواء الذي عقده النبي له، وفي ذلك قال محمد بن السائب الكلبي عن شيوخ مذحج:«عَقَدَ لأَرْطَاةَ لِوَاءً عَلَى قَوْمِهِ. فَكَانَ فِي يَدَيْهِ يَوْمَ الْفَتْحِ، وَشَهِدَ بِهِ الْقَادِسِيَّةَ».
قاتلت نخع تحت لواء أرطاة بن كعب النخعي أشد القتال، فقتل أرطاة يومها، فأخذ لواءه أخيه دريد بن كعب، وكان يقود النخع ويحرضهم للقتال حتى قتل، ويروي في ذلك سيف بن عمر عن المستنير بن يزيد بن أرطاة بن جهيش، قال عمن حدثه:«قال دريد بن كعب النخعي، وكان معه لواء النخع: إن المسلمين تهيئوا للمزاحفة، فاسبقوا المسلمين الليلة إلى الله والجهاد، فإنه لا يسبق الليلة أحد إلا كان ثوابه على قدر سيقه؛ نافسوهم في الشهادة، وطيبوا بالموت نفسًا؛ فإنه أنجى من الموت إن كنتم تريدون الحياة، وإلا مالآخرة ما أردتم». فاحتدم القتال وسقط دريد بن كعب قتيلاً، وفي ذلك قال هشام الكلبي: «أَرْطَاة بن كَعْب بن شَرَاحَيْل، وَفَد الى النّبيّ ﷺ، فَعَقَدَ لَهُ لواءاً عَلَى النَّخَعُ، شَهِدَ القَادِسيَّةَ فقَتَلَ، فأخذه أَخُوهُ دُرَيْد بن كَعْب، فقَتَلَ».
فلما قتل دريد بن كعب أخذ اللواء سيف بن الحارث النخعي من جذيمة نخع وهو أخو الأشتر النخعي، وفي ذلك قال محمد بن السائب الكلبي عن شيوخ مذحج:«فَقُتِلَ يَوْمَئِذٍ فَأَخَذَهُ أَخُوهُ دُرَيْدٌ فَقُتِلَ، رَحِمَهُمَا اللَّهُ. فَأَخَذَهُ سَيْفُ بْنُ الْحَارِثِ مِنْ بَنِي جَذِيمَةَ فَدَخَلَ بِهِ الْكُوفَةَ». ويروي أن الغلام من النخع كان يسوق ستين أو ثمانين من أسرى الفرس، وفي ذلك يقول ابن إسحاق عن عبد الرحمن بن الأسود النخعي، عن أبيه، قال:«شهدت القادسية؛ فلقد رأيت غلامًا منا من النخع يسوق ستين أو ثمانين رجلا من أبناء الأحرار. فقلت: لقد أذل الله أبناء الأحرار؟!».
ولكثرة هجرة النخع في أهل بيتهم ونساءهم وذراريهم، يذكر سيف بن عمر عن أشياخه:«لم يكن من قبائل العرب أحد أكثر امرأة يوم القادسية من بجيلة والنخع، وكان في النخع سبعمائة امرأة فارغة، وفي بجيلة ألف، فصاهر هؤلاء ألف من أحياء العرب، وهؤلاء سبعمائة، وكانت النخع تسمى أصهار المهاجرين».

### معركة اليرموك
شاركت النخع بسبعمائة مقاتل في معركة اليرموك في رجب سنة 15 هـ، وكان عمر بن الخطاب قد سرح نصف النخع إلى العراق فشهدوا القادسية، والنصف الآخر إلى الشام، فشهدوا اليرموك، وفي ذلك قال سيف بن عمر عن المستنير بن يزيد النخعي عن إبراهيم بن يزيد النخعي قال: «لما أراد عمر النخع على العراق فأبوا، قال دريد بن كعب: أنا لها ومن اتبعني، فاتبعه سبع مائة مقاتل في سبع مائة أهل بيت منهم سبع مائة امرأة فارغة، وخرج مثلهم وهو النصف الباقي إلى الشام عليهم يزيد بن أرطاة النخعي».

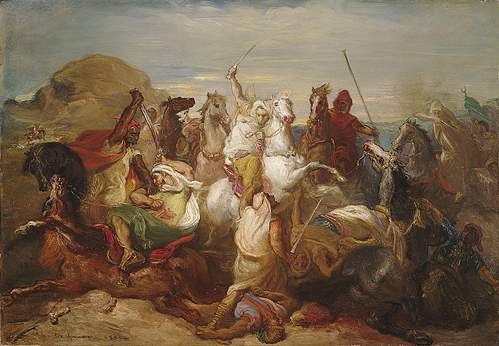
لوحة زيتيَّة تؤرّخ انتصار المُسلمين على الروم في اليرموك

ولما وصلت النخع الشام، كان المسلمين يعدون للمعركة الكبرى، وهي اليرموك. وكان الأشتر النخعي قد نازع يزيد بن أرطاة بن كعب النخعي في إمارته على النخع، وكان زعراً، وفي ذلك روى أبو إسماعيل الأزدي: «جاء الأشتر مالك بن الحارث النخعي، فقال لأبى عبيدة: اعقد لي على قومي، فعقد له، وكانت قصته مثل قصة الخثعمي، وذلك أنه أتى قومه وعليهم رجل منهم فخاصمهم الأشتر في الرئاسة إلى أبى عبيدة، فدعا أبو عبيدة النخع، فقال: أي هذين أرضى فيكم وأعجب إليكم أن يرأس عليكم؟ فقالوا: كلاهما شريف و فينا رضى و عندنا ثقة، فقال أبو عبيدة: كيف أصنع بكما؟ ثم قال للأشتر: أين كنت حين عقدت لهذا الراية؟ قال: كنت عند أمير المدينة، ثم أقبلت إليكم، قال: فقدمت على هذا و هو رأس‌. أصحابك؟ قال: نعم، قال: فإنه لا ينبغي لك أن تخاصم ابن عمك و قد رضيت به جماعة قومك قبل قدومك عليهم، قال الأشتر: فإنه رضى شريف و أهل ذلك هو، و أنا أهل الرئاسة، فلتعقبني من رئاسة قومي فأليهم كما وليهم هذا، فقال أبو عبيدة: تأخروا ذلك حتى تكون هذه الوقعة، فإن استشهدتما جميعا فما عند الله خير لكما، و إن هلك أحدكما و بقى الآخر كان الباقي منكما الرأس على قومه، و إن تبقيا جميعا أعقبناك منه إن شاء الله، قال الأشتر: فقد رضيت، فلما كانت الواقعة استشهد فيها رأس النخع الأول، فعقد أبو عبيدة للأشتر عند ذلك».
فلما قتل يزيد بن أرطاة بن كعب النخعي تولى الأشتر قيادة النخع في الشام، وفي بلاء الأشتر يوم اليرموك، قال أبو إسماعيل الأزدي:« الأشتر كان من جلداء الرجال وأشداءهم و أهل القوة و النجدة منهم، و أنه قتل يوم اليرموك، قبل أن ينهزموا أحد عشر رجلا من بطارقتهم، و قتل منهم ثلاثة مبارزة و توجه مع خالد في طلب الروم حين انهزموا، فلما بلغوا ثنية العقاب من أرض دمشق و عليها جماعة من الروم عظيمة، أقبلوا يرمون المسلمين من فوقهم بالصخر، فتقدم إليهم الأشتر في رجال من المسلمين، و إذا أمام الروم رجل جسيم من عظمائهم وأشداءهم، فوثب إليه الأشتر لما دنا منه، فاستويا على صخرة مستوية، فاضطربا بسيفيهما، فضرب الأشتر كتف الرومي فأطارها، و ضربه الرومي بسيفه فلم يضره شيئا، و اعتنق كل واحد منهما صاحبه، ثم دفعه الأشتر من فوق الصخرة فوقعا منها، ثم تدحرجا، و الأشتر يقول و هما يتدحرجان: إِنَّ صَلاتِي وَ نُسُكِي وَ مَحْيايَ وَ مَماتِي لِلَّهِ رَبِّ الْعالَمِينَ لا شَرِيكَ لَهُ وَ بِذلِكَ أُمِرْتُ وَ أَنَا أَوَّلُ الْمُسْلِمِينَ‌، فلم يزل يقول هذا و هو في ذلك ملازم العلج لا يتركه، حتى انتهيا إلى موضع مستو من الجبل، فلما استقرا فيه وثب الأشتر على الرومي فقتله، ثم صاح في الناس: أن جوزوا، فلما رأت الروم أن صاحبهم قد قتله الأشتر خلوا سبيل العقبة للناس، ثم انهزموا».

## أعلام النخع

### الصحابة
- أرطاة بن كعب النخعي: صحابي من المهاجرين، عقد له النبي لواء قومه، فكان في يده يوم فتح مكة، وشهد بذلك اللواء معركة القادسية، فقتل.[39]
- جهيش بن يزيد بن مالك النخعي: صحابي من المهاجرين، وفد على النبي ﷺ، وكان من أجمل أهل زمانه وأنظفهم.[40]
- زرارة بن عمرو النخعي: صحابي، وفد على النبي في أواخر حياته، وله خبر طويل في كتب التراجم. وكان ابنه عمرو بن زرارة أول من دعاء لخلع عثمان بن عفان.[41]

### الفقهاء
- شريك بن عبد الله النخعي ( 95 هـ - 177 هـ): عالم بالحديث، فقيه، اشتهر بقوة ذكائه وسرعة بديهته. استقضاه أبو جعفر المنصور على الكوفة سنة 153 هـ ثم عزله. وأعاده محمد المهدي، فعزله موسى الهادي. وكان عادلا في قضائه. مولده في بخارى. ووفاته بالكوفة.[42]
- إبراهيم بن يزيد النخعي (47 هـ - 96 هـ): من أكابر التابعين صلاحا وصدق رواية وحفظا للحديث. من أهل الكوفة. مات مختفيا من الحجاج الثقفي. قال فيه الصلاح الصفدي:« فقيه العراق، كان إماما مجتهدا له مذهب». ولما بلغ عامر الشعبي موته قال: «والله ما ترك بعده مثله».[43]

### الإخباريون
- حنش بن الحارث بن لقيط النخعي (نحو 50 هـ - 145 هـ): تابعي وإخباري معمر، يعود له الفضل في توثيق أخبار النخع. شهد أبيه الحارث القادسية. ويحدث عنه من الأخباريون: محمد بن السائب الكلبي، وسيف بن عمر، والفضل بن دكين. وفي روايته فيها مبالغة لقومه مما رواه الفضل بن دكين وسيف عنه.[44]
- المستنير بن يزيد بن أرطاة بن جهيش (نحو 50 هـ - 135 هـ): إخباري، من أصحاب إبراهيم النخعي، ويحدث عنه. يعود إليه الفضل في حفظ بلاء النخع في الأحداث التاريخية. وحفظ سيف بن عمر كثير من أخباره.[45]